# Barjo-land
 (avril 2017).
Si vous disposez d'ouvrages ou d'articles de référence ou si vous connaissez des sites web de qualité traitant du thème abordé ici, merci de compléter l'article en donnant les références utiles à sa vérifiabilité et en les liant à la section « Notes et références ».
Albums de Paul Personne
Exclusif
(1983) 24/24
(1985)
Singles
1. Barjo-land
Sortie : 1984

Barjo-land est un EP du guitariste et chanteur français de blues et rock Paul Personne, sorti en 1984.

## Réception
Selon l'édition française du magazine Rolling Stone, cet album est le 72e meilleur album de rock français.

## Liste des titres
Toutes les chansons sont écrites et composées par Paul Personne.
| Face A | Face A                  | Face A | Face A | Face A | Face A | Face A | Face A | Face A | Face A |
| No     | Titre                   | Durée  |        |        |        |        |        |        |        |
| ------ | ----------------------- | ------ | ------ | ------ | ------ | ------ | ------ | ------ | ------ |
| A1.    | Barjoland               | 4:20   |        |        |        |        |        |        |        |
| A2.    | J'prends l'bon côté     | 3:48   |        |        |        |        |        |        |        |
| A3.    | La p'tite à côté de moi | 4:07   |        |        |        |        |        |        |        |
| 12:15  |                         |        |        |        |        |        |        |        |        |

| Face B | Face B                            | Face B | Face B | Face B | Face B | Face B | Face B | Face B | Face B |
| No     | Titre                             | Durée  |        |        |        |        |        |        |        |
| ------ | --------------------------------- | ------ | ------ | ------ | ------ | ------ | ------ | ------ | ------ |
| B1.    | M'laisse pas tout seul (avec moi) | 3:08   |        |        |        |        |        |        |        |
| B2.    | Pas d'place ici                   | 3:35   |        |        |        |        |        |        |        |
| B3.    | À bientôt                         | 3:17   |        |        |        |        |        |        |        |
| 10:00  |                                   |        |        |        |        |        |        |        |        |

## Crédits

### Membres du groupe
- Paul Personne : chant, guitares, harmonica
- Philippe Saboulard : guitares
- Philippe Floris : batterie
- Jean-Lou Pecetto : basse
- Daniel Antoine : piano, orgue, synthétiseurs
- Arthur Harris : saxophones

### Équipes technique et production
- Production : Paul Personne, Philippe Saboulard, Babette Jones
- Mixage, enregistrement : Henri Loustau au Studio des Dames
- Photographie : Claude Delorme, Anne Noubel, Marie-Christine Couic, Philippe Perroud
- Illustration : Sylvianne Gaillard